# Aneta Majkowska
Aneta Majkowska – polska logopeda, językoznawczyni, dr hab. nauk humanistycznych, profesor nadzwyczajny Państwowej Wyższej Szkoły Zawodowej w Głogowie, Szkoły Głównej Służby Pożarniczej Wydziału Inżynierii Bezpieczeństwa Cywilnego i Katedry Psychologii Wydziału Nauk Społecznych i Administracji Wyższej Szkoły Menedżerskiej w Warszawie.

## Życiorys
27 marca 1998 obroniła pracę doktorską Polszczyzna mówiona mieszkańców Częstochowy, 8 listopada 2012 habilitowała się na podstawie pracy zatytułowanej Debata sejmowa jako gatunek wypowiedzi.  Otrzymała nominację profesorską. Pracowała w Filii w Piotrkowie Trybunalskim Akademii Świętokrzyskiej im. Jana Kochanowskiego. Została zatrudniona na stanowisku adiunkta w Instytucie Filologii Polskiej na Wydziale Filologicznym i  Historycznym Akademii im. Jana Długosza w Częstochowie.
Objęła funkcję profesora nadzwyczajnego Szkoły Głównej Służby Pożarniczej Wydziału Inżynierii Bezpieczeństwa Cywilnego, Katedry Psychologii Wydziału Nauk Społecznych i Administracji Wyższej Szkoły Menedżerskiej w Warszawie, oraz  Państwowej Wyższej Szkoły Zawodowej w Głogowie.
Jest członkiem zespołu nauk humanistycznych Polskiej Komisji Akredytacyjnej.